# Baía das Lajes do Pico

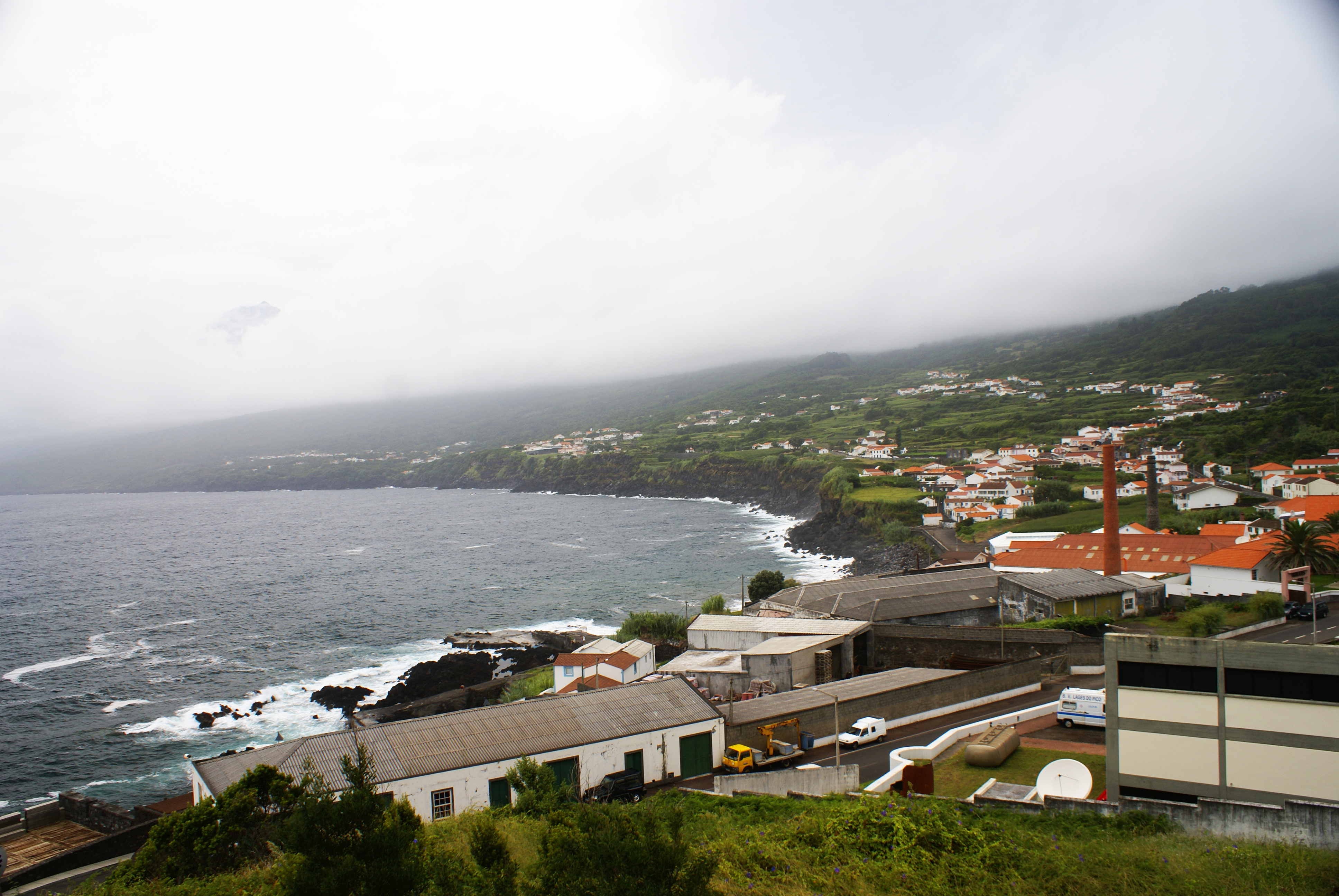
Baia de Lajes do Pico, vista parcial do lado direito.

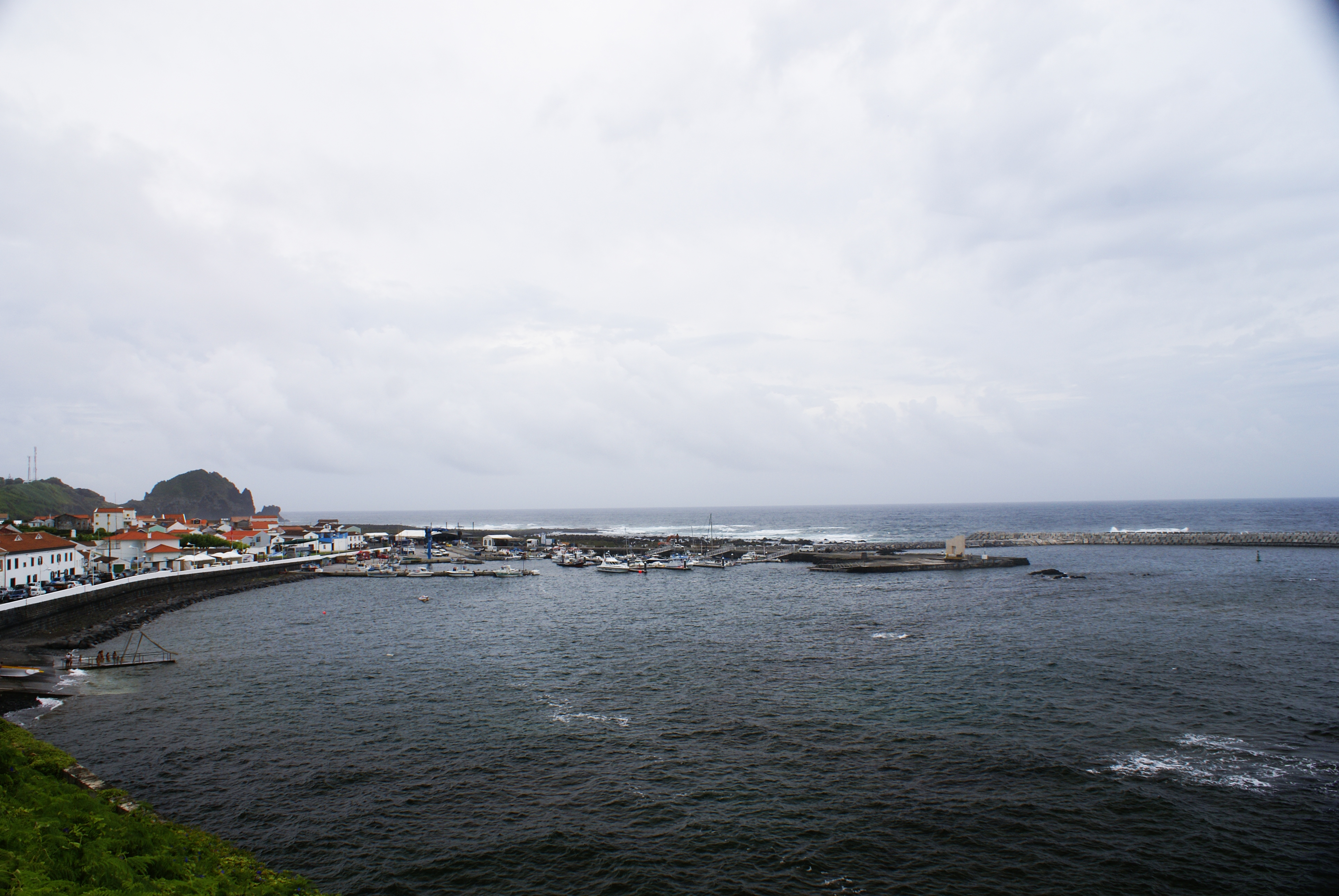
Baía de Lajes do Pico, vista parcial do lado esquerdo.

A baía das Lajes do Pico é uma baía portuguesa localizada no concelho das Lajes do Pico, ilha do Pico, Açores.
Esta baía que se localiza na parte sul da ilha junto à Vila das Lajes do Pico dá abrigo a uma importante piscina natural e ao Porto das Lajes do Pico, o Porto Carneiro, bem como a Zona Lacustre das Lajes.
O porto possui instalações adequadas para receber embarcações de recreio náutico, bem como e outras destinadas à pesca que no porto desta baía descarregam o pescado.
Esta baía encontra-se profundamente ligada à actividade da caça à baleia que apesar de não se efectuar deixou uma tradição que ainda perdura, particularmente no Museu dos Baleeiros.
Sobranceiros a esta baía, e por entre outros edifícios de destaque, encontram-se o Forte de Santa Catarinae o Convento dos Franciscanos e Igreja de Nossa Senhora da Conceição.
A piscina natural das lajes próximo ao porto, é bastante frequentada, particularmente no Verão. Apresenta-se com águas calmas e oferece algumas infra-estruturas de apoio. Como apoio à piscina e ao porto existe um parque de estacionamento.